# Erwin Anton Gutkind
Erwin Anton Gutkind (* 20. Mai 1886 in Berlin; † 7. August 1968 in Philadelphia, USA) war ein bis 1945 deutscher, dann britischer Architekt, Stadtplaner und Architekturtheoretiker. Als Architekt gestaltete er überzeugende Beispiele der klassischen Moderne.

## Leben

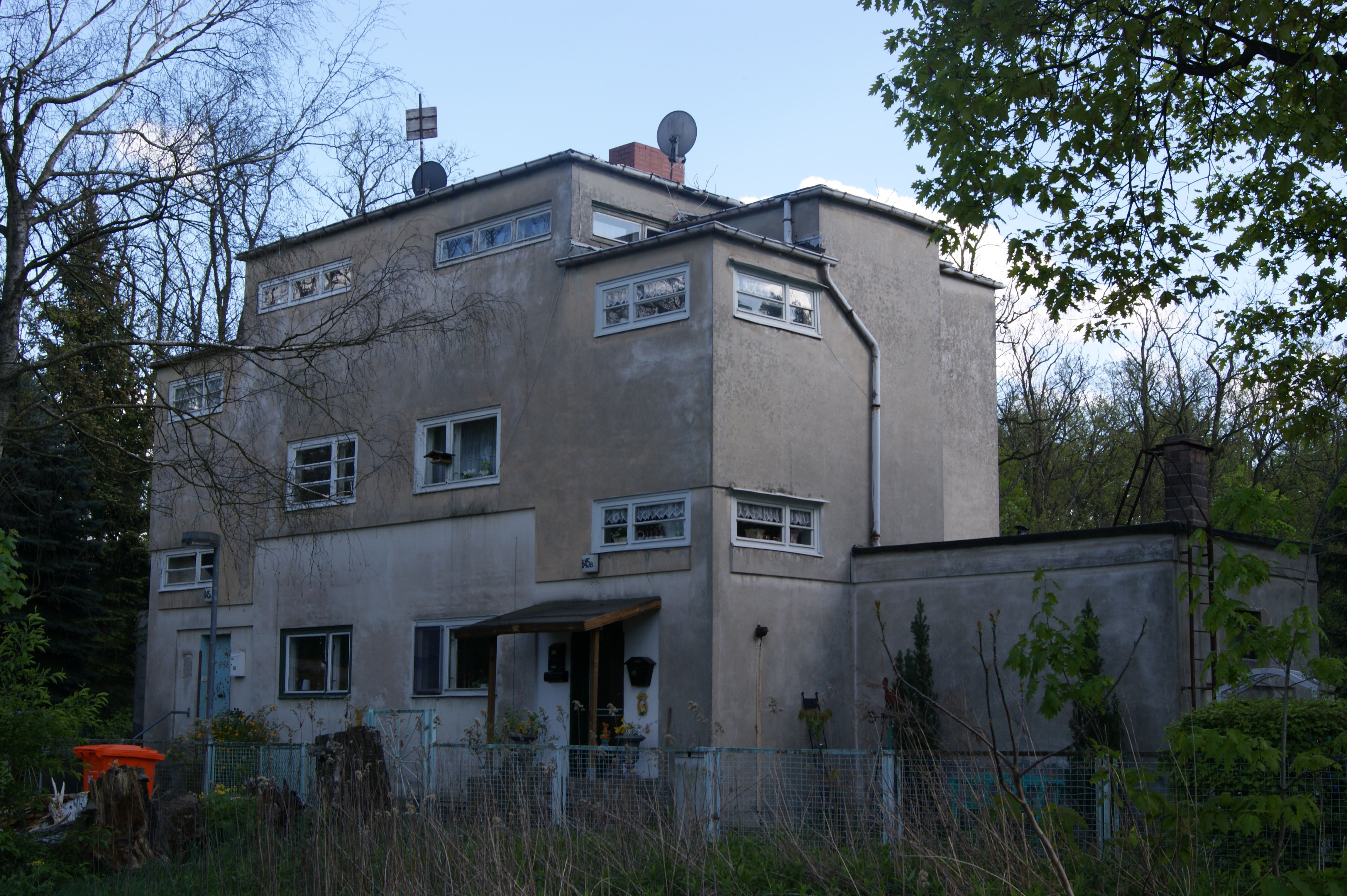
Häuser Heerstraße 645a und 645b in der Siedlung Neu-Jerusalem

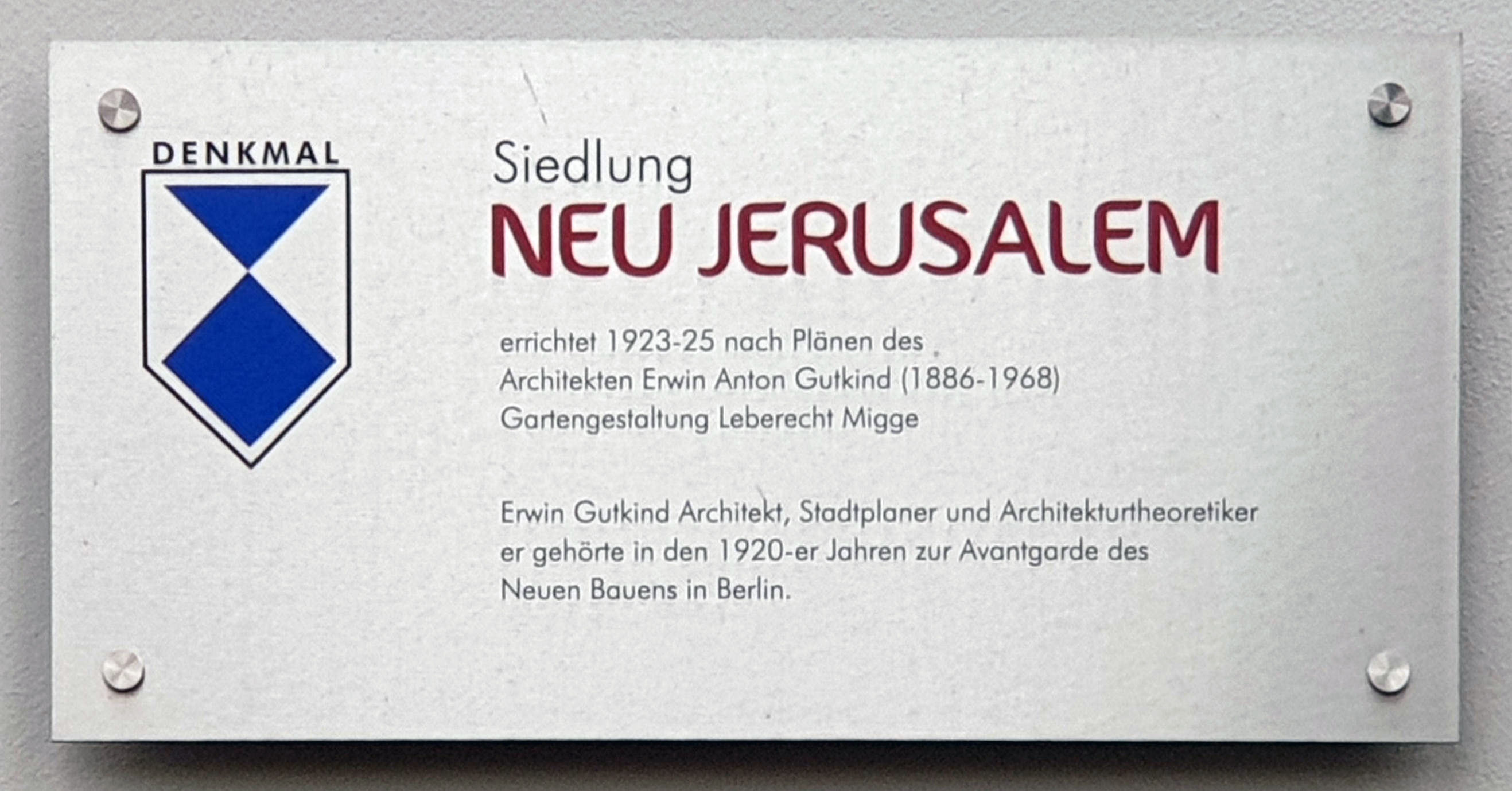
Gedenktafel in der Siedlung Neu-JerusalemHaus in Berlin-Staaken

Gutkind war der Sohn des jüdischen Kaufmanns Herrmann Gutkind und dessen Ehefrau Elisabeth Weinberg. Er bestand 1904 das Abitur in Berlin und studierte von 1905 bis 1909 Architektur, Stadtplanung, Geschichte, Kunstgeschichte und Soziologie an der Technischen Hochschule (Berlin-)Charlottenburg und der Friedrich-Wilhelms-Universität zu Berlin unter anderem bei Heinrich Wölfflin. 1910 heiratete er Margarete Jaffé, mit der er zwei gemeinsame Kinder hatte. 1914 wurde Gutkind an der Technischen Hochschule Charlottenburg zum Doktor-Ingenieur (Dr.-Ing.) promoviert mit der Arbeit Raum und Materie.
Im April 1933 emigrierte er nach Paris, was den Verlust allen privaten Besitzes mit sich brachte. Ein Jahr später kehrte er noch einmal nach Berlin zurück, um seinen Angehörigen bei der Emigration zu helfen. 1935 übersiedelte Gutkind nach Hampstead (London) und verlegte seine Tätigkeit nach Großbritannien. Aus beruflichen Gründen lebte er von 1940 bis 1942 in Aberystwith in Wales. Seine in Berlin zurückgebliebene Frau Margarete wurde Ende Juli 1942 in Riga ermordet.
1956 heiratete Gutkind ein zweites Mal, die Sinologin Anneliese Bulling. Mit der Berufung zum Professor im selben Jahr verließ Gutkind London und zog nach Philadelphia.
Im Jahr seines Todes 1968 bekam Gutkind den Berliner Kunstpreis für Baukunst verliehen. 2003 wurde eine Gedenktafel für Erwin Gutkind in der Wohnanlage „Sonnenhof“ in Berlin-Lichtenberg enthüllt. Am 5. Juni 2016 wurde eine Denkmaltafel für die Siedlung „Neu-Jerusalem“ und ihren Architekten Erwin Gutkind vom Bezirksbürgermeister von Spandau, Helmut Kleebank, sowie dem Berliner Fotografen Eduard Frelke enthüllt.

## Tätigkeit

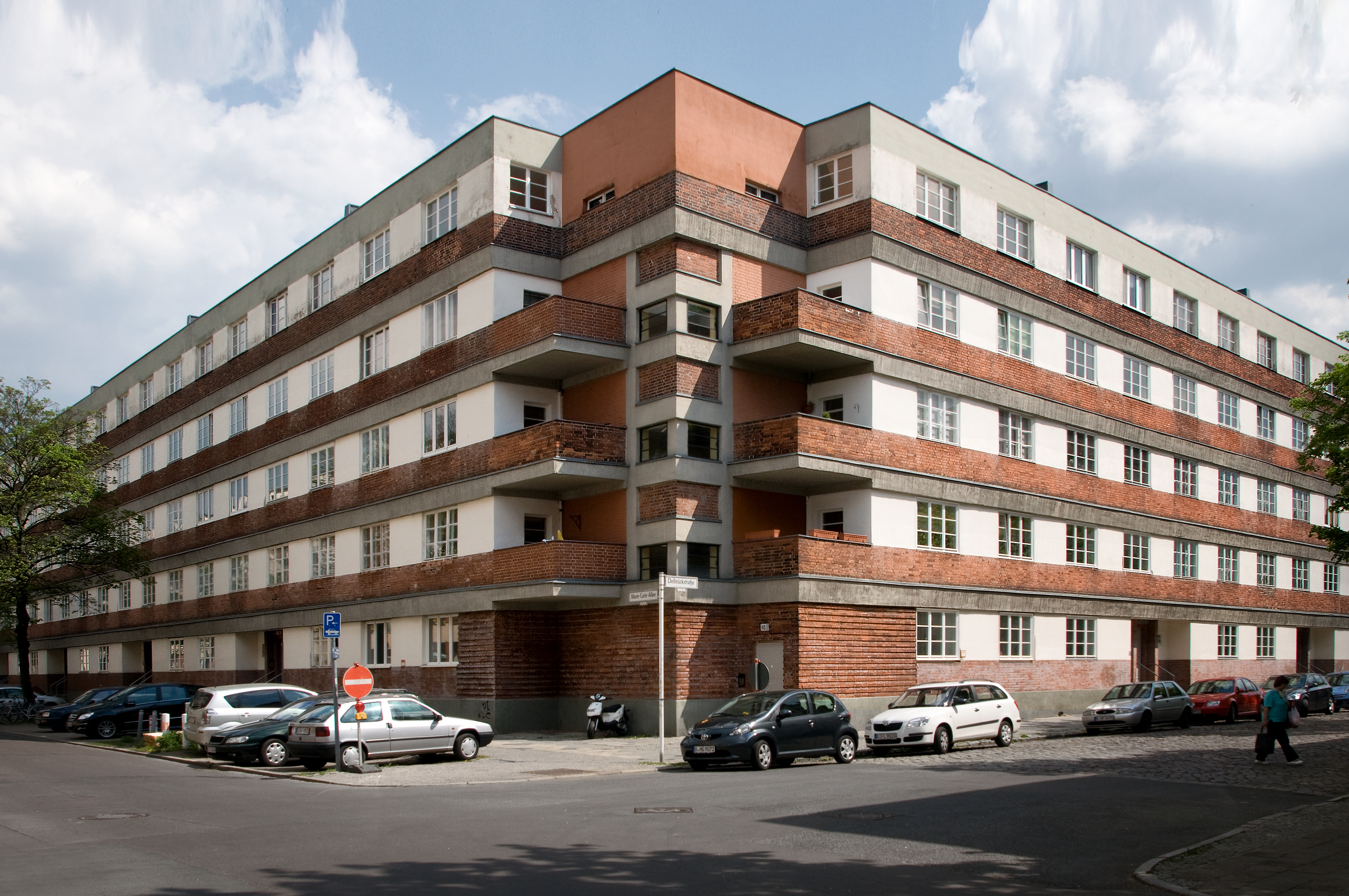
Wohnanlage Sonnenhof

Gutkind war während des Ersten Weltkriegs Planungsberater für den Wiederaufbau in der Waffenstillstandskommission. Anschließend arbeitete er bis 1923 in der Sozialisierungskommission über die Neuregelung des Wohnungswesens im Status eines Dezernenten für Siedlungswesen und Stadtplanung im Reichswohlfahrtsministerium. Danach war er zehn Jahre lang als freier Architekt und Stadtplaner tätig, bis er 1933 nach Großbritannien emigrierte. Mit der Emigration endete seine aktive Tätigkeit als Architekt.
Von 1935 bis 1939 beriet Gutkind die Abteilungen Stadt- und Landesplanung in London. Während des Zweiten Weltkriegs war er zunächst bis 1942 Direktor des Forschungsprojekts „Demographic Survey of the 1940 Council“ und in dieser Position für Stadt- und Landesplanung, insbesondere mit kriegsbedingten Einwanderungsproblemen verantwortlich. Anschließend arbeitete er bis Kriegsende als Planungsberater der britischen Kohleindustrie.
Gutkind gehörte von 1945 bis 1947 der Britischen Kontrollkommission für Deutschland als Berater für den Wiederaufbau im Hauptquartier der Britischen Zone an, die er dann aber aus Protest gegen deren bürokratisches Vorgehen verließ. Nach dieser Zeit war er zunächst hauptsächlich publizistisch tätig. Ein Großteil seiner Veröffentlichungen wurde in den Fachzeitschriften Urbanistica und Architectural Design gedruckt.  Gutkind wurde 1956 – mit 70 Jahren – als Professor an die Graduate School of Fine Arts an der Universität Pennsylvania berufen, wo er das achtbändige Werk International History of City Development schrieb. Erwin Anton Gutkind starb 1968 in Philadelphia.

## Bauten

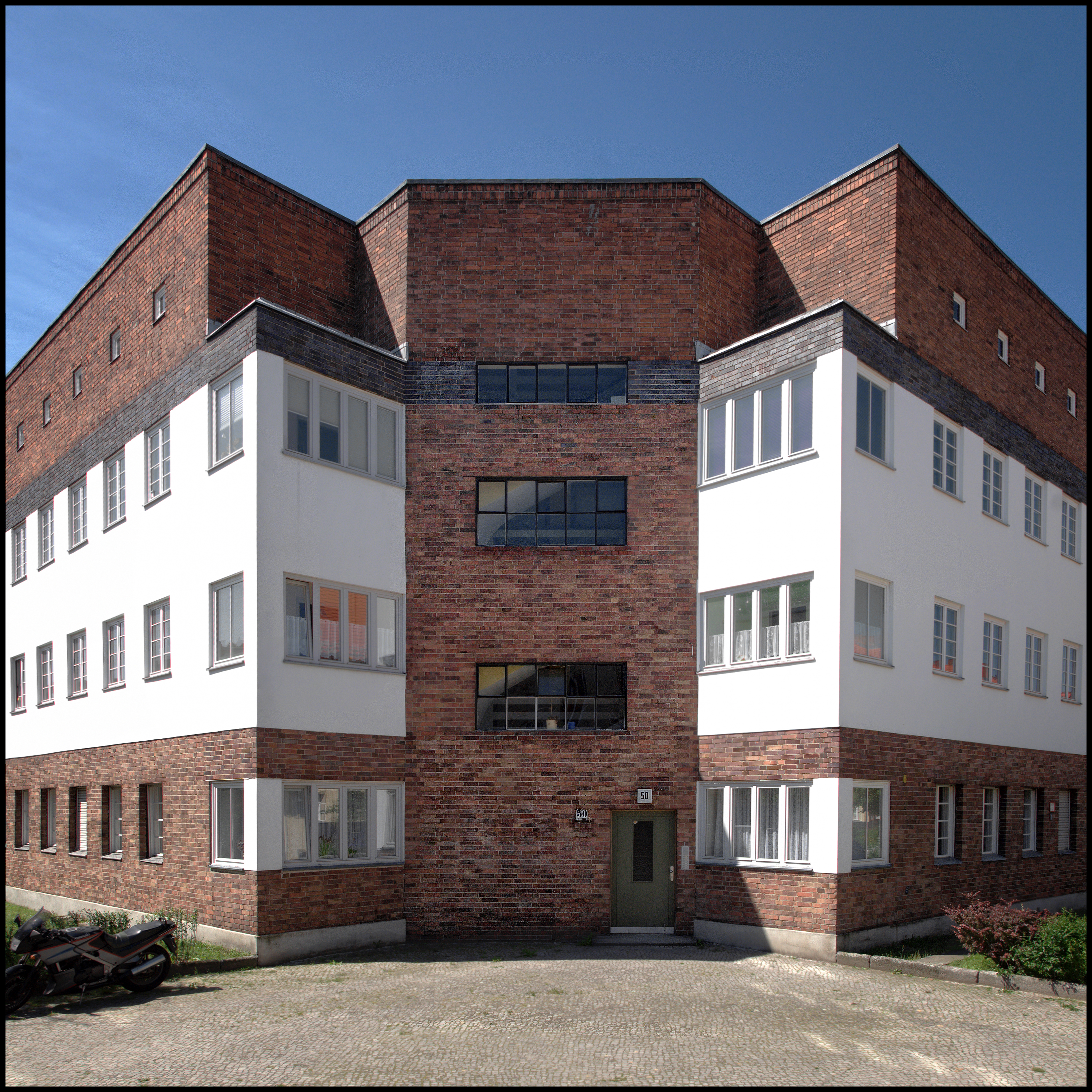
Wohnanlage Pfahlerstraße (Pfahlerblock)

Alle bislang bekannten Bauten von Gutkind befinden sich in Berlin. Hier entstanden in den Jahren 1923 und 1924 die Flachbausiedlung Neu-Jerusalem, Gebäude in der Heerstraße und am Nennhauser Damm in Berlin-Staaken. In den folgenden drei Jahren war er für den Bau der Wohnanlage Am Eschengraben, für die Hardanger Straße 1–5, die Thulestraße 61 und die Talstraße 1–2a in Berlin verantwortlich. Zwischen 1925 und 1927 folgten die Wohnanlage Sonnenhof zwischen Marie-Curie-Allee, Delbrückstraße, Archenholdstraße und Bietzkestraße in Berlin-Lichtenberg. Es folgten bis 1932 die Grünlandsiedlung in Berlin-Reinickendorf (1927), der Pfahlerblock, ebenfalls in Berlin-Reinickendorf 1929 und die Inszenierung Sonne, Licht und Luft für Alle als Ausstellung auf dem Messegelände Berlin 1932.

## Schriften
- Raum und Materie. Ein baugeschichtlicher Darstellungsversuch der Raumentwicklung. Berlin 1915.
- Neues Bauen. Grundlagen zur praktischen Siedlungstätigkeit, Verlag der Bauwelt, Berlin 1919.
- Berliner Wohnbauten der letzten Jahre. Berlin 1931. (mit Jacob Schallenberger)
- Creative demobilisation. London 1943.
- Revolution of environment. London 1946.
- Our world from the air. An international survey of man and his environment. London 1952.
- Community and environment. A discourse on social ecology. London 1953.
- The expanding environment. The end of cities, the rise of communities. London 1953.
- The twilight of cities. New York 1962.
- International History of city development. (8 Bände) New York / London 1964–1968.